# Tadao Cern
 (mai 2025).
Motif : Notoriété non démontrée
- Archive Wikiwix
- Bing
- Cairn
- DuckDuckGo
- E. Universalis
- Gallica
- Google
- G. Books
- G. News
- G. Scholar
- Persée
- Qwant
- (zh) Baidu
- (ru) Yandex
- (wd) trouver des œuvres sur Wikidata

| 1. | Préciser le motif de la pose du bandeau. | Précisez le motif de la pose du bandeau en utilisant la syntaxe suivante : {{admissibilité à vérifier\|date=mai 2025\|motif=remplacez ce texte par le motif}}                   |
| 2. | Informer les utilisateurs concernés.     | Pensez à avertir le créateur de l'article, par exemple, en insérant le code ci-dessous sur sa page de discussion : {{subst:avertissement admissibilité à vérifier\|Tadao Cern}} |

 (octobre 2024).
Tadao Cern, né en 1982 à Vilnius, est un architecte, photographe et artiste contemporain lituanien.

## Biographie
Tadas Cerniauskas est né en 1982 à Vilnius en Lituanie. Il obtient un Master d'architecture à l'Université technique Gediminas de Vilnius. Il pratique la profession d'architecte pendant 5 ans puis, en 2011, il décide de professionnaliser son goût pour la photographe et se lance dans la photogrpahie de mariage. Il prend goût à la liberté que lui donne ce média qu'il ne retrouve pas dans son ex-profession d'architecte,,.